# Schädlinge (Film)
Schädlinge ist ein britischer computeranimierter Kurzfilm von Marc Craste aus dem Jahr 2008.

## Handlung
Ein Hase steht auf einer großen Wiese im Sonnenschein. Er untersucht die Blumen um ihn herum mit einer Lupe, erfreut sich wie andere Hasen an der Umgebung und legt sich schließlich an einen Baum, um die Sonne zu genießen. Plötzlich bemerkt er einen Vogelschwarm, der eilig vorüberzieht, und sieht in der Ferne eine riesige, düstere Wolke, die schnell näher kommt. Entsetzt erkennt er, dass die Wiese in Kürze mit einem finsteren Häusermeer bedeckt sein wird. Während die Wolkenkratzer von anderen Tieren mit Seilen hochgezogen werden, stürzen Schuttberge auf die Wiese. Eilig bricht der Hase einen Zweig von dem Baum ab und klaubt andere Dinge der Wiese zusammen, bevor die Gegend von einem Schutt- und Müllberg bedeckt ist.
Nun lebt auch der Hase in einem unwirtlichen, düsteren Zimmer eines der Wolkenkratzer. Seine einzige Hoffnung ist der Baumzweig, den er in eine Blechdose gepflanzt hat und regelmäßig gießt. Er schreibt ein Buch, in dem er über die Zeit der Wiese berichtet. In kleinen Gläsern hat er Kulturen der Wiese angesetzt. Von ihm unbemerkt schweben eines Nachts kleine, helle Kügelchen von seinem Bäumchen in die Gegend. Die gallertartigen Kugeln nisten sich in den Häusern und Schuttbergen ein, wo sie langsam zu wachsen beginnen. Der Hase wiederum geht regelmäßig auf die Müllberge vor der Großstadt und besucht den inzwischen verdorrten Baum. Einer Häsin, die wie die anderen Tiere der Stadt niedergeschlagen in dem anonymen Wolkenkratzer lebt, stellt er eines Tages ein eingetopftes Zweiglein vor die Tür, das er von seinem Bäumchen abgeschnitten hat. Das Grün weckt Hoffnung in der Häsin. Das Bäumchen des Hasen jedoch geht ein und der Hase wird mutlos. In der Nacht kann er nicht schlafen und wird plötzlich von Lärm und gleißendem Licht geweckt. Die Gallertkugeln haben inzwischen riesige Ausmaße angenommen und brechen sich frei. Schwebend erweisen sie sich als riesige Quallen, die die Hasen der Großstadt mit ihren Tentakeln aufnehmen und in ihr Inneres verfrachten. Der Hase beginnt mit seinem eingegangenen Bäumchen zu den Quallen zu rennen, doch haben sich diese bereits entfernt. Er bricht auf dem Schrott vor der Großstadt zusammen und das Bäumchen fällt aus seinen Armen. Plötzlich senken sich Tentakeln zu ihm nieder und nehmen ihn und das Bäumchen auf. Als der Hase erwacht, liegt er auf einer großen, sonnendurchfluteten Wiese. Er befindet sich in der Qualle und kann durch die Qualle auf weitere Quallen, aber auch die düstere Stadt blicken. Auf der Wiese findet er sein nun eingepflanztes Bäumchen wieder, das sich regeneriert. Auch die Häsin hat sich in die Qualle retten können. Aus dem Gebilde wiederum regnet es Pusteblumenschirmchen auf die Stadt, die bald von einem weißen Teppich bedeckt ist.

## Produktion
Schädlinge basiert auf einem Bilderbuch von Marc Craste und Helen Ward. Der Film wurde computeranimiert und die Filmmusik von den Prager Philharmonikern eingespielt. Der Film erlebte im September 2008 in London seine Premiere.

## Auszeichnungen
Schädlinge war 2009 für den BAFTA in der Kategorie Bester animierter Kurzfilm nominiert, konnte sich jedoch nicht gegen Wallace & Gromit – Auf Leben und Brot durchsetzen.